# Hibiscus insularis
Hibiscus insularis (Engels: Phillip Island hibiscus) is een plant uit de kaasjeskruidfamilie.
De soort is endemisch op het ten zuiden van Norfolk in de Grote Oceaan gelegen Phillip Island. Na het uitsterven van Streblorrhiza speciosa is het de enige bekende endemische soort van Phillip Island. Op Environment Protection and Biodiversity Conservation Act 1999 staat Hibiscus insularis als kritisch bedreigd, maar op de Rode Lijst van de IUCN is de plant niet te vinden.
Het is een groenblijvende en sterk vertakte struik met afwisselend geplaatste, getande bladeren. Een volwassen plant vormt in natuurlijke omstandigheden gedurende het grootste gedeelte van het jaar bleekgele bloemen met een karmozijnrood centrum, die zachtpaars worden in de loop van de bloei. De bloemen bestaan uit vijf kroonbladeren en een centrale androgynofoor.
De plant werd bedreigd door varkens, geiten en konijnen die op het eiland waren uitgezet. Nadat de vegetatie door overbegrazing bijna geheel was verdwenen, stierven de varkens en de geiten door voedselgebrek. De konijnen werden in 1986 uitgeroeid en de aantallen ingevoerde planten werden uitgedund met als doel om de oorspronkelijke vegetatie te laten herstellen.
De plant is naast zijn natuurlijke vindplaats in Australië onder andere te zien in Royal Botanic Gardens in Sydney en Norfolk Island Botanic Garden op Norfolk. Ook zijn er nog andere botanische tuinen in de wereld die de soort in de collectie hebben.